# آهنگساز

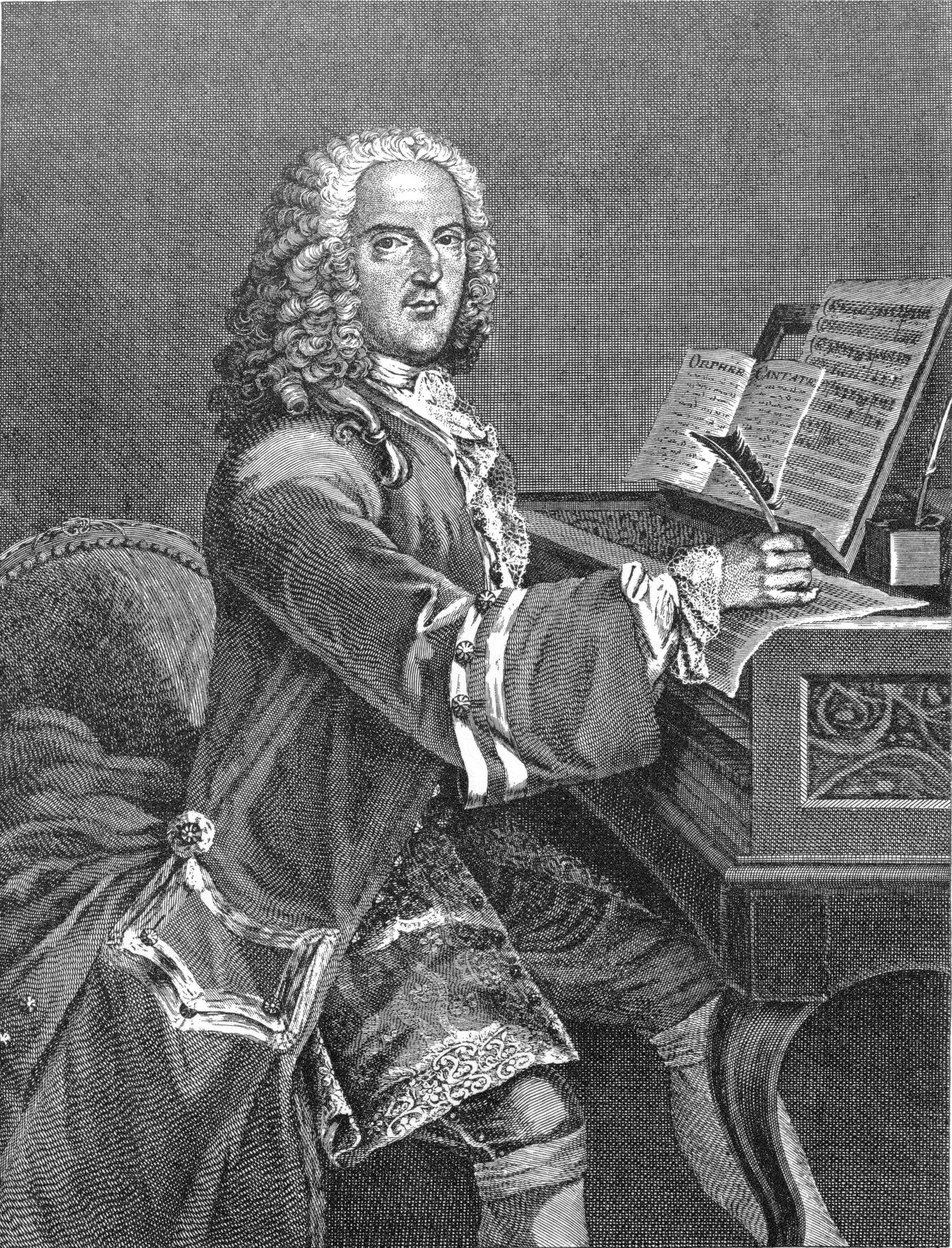
آهنگساز فرانسوی، لوئی-نیکولا کلرامبو، در حال آهنگسازی با ساز کلاویه‌ای

آهنگساز یا کُمپوزیتور (به فرانسوی: compositeur) شخصی است که آثار موسیقی را تألیف می‌کند یا به عبارت دیگر، موزیک می‌نویسد. آهنگساز در حقیقت نویسندهٔ موسیقی است که با احاطهٔ کامل به علم موسیقی ایده‌های فکری خود را در قالب موسیقی به رشتهٔ نگارش درمی‌آورد. آهنگسازی این نیست که شخص ملودی بسازد یا تنها در صورتی که قطعه‌ای موسیقایی ساخت وی لقب آهنگساز را به خود نسبت دهد؛ آهنگساز باید به علوم مختلف موسیقی از جمله رهبری ارکستر، سازشناسی، سازبندی، هارمونی، پُلی‌فونی، کنتراپوئن و دیگر علوم مرتبط که لازمهٔ کار آهنگسازی است، آگاه باشد.
فردی که تنها ملودی می‌سازد و آن را به شخص دیگری برای سازبندی می‌سپارد، آهنگ‌ساز به‌شمار نمی‌آید و نغمه‌پرداز یا نواساز است. اما اگر کسی دیگر مقولات آهنگ‌سازی یعنی ملودی، هارمونی و سازبندی را با هم پیش ببرد یک آهنگ‌ساز به‌شمار می‌رود.
آهنگساز می‌بایست یک ساز را به خوبی بنوازد. در حقیقت در دنیای موسیقی، به دلیل نیاز به دانش زیاد و گستردگی کار آهنگسازی، از وی به عنوان دانشنامهٔ موسیقی نام می‌برند.